# Johann Christoph Bach (1645-1693)
Johann Christoph Bach (Erfurt, Alemania, 22 de febrero de 1645 - Arnstadt, 26 de agosto de 1693) fue un violinista y compositor alemán.
Hijo de Christoph Bach, era hermano gemelo de Johann Ambrosius Bach. Fue violinista de la corte del conde de Schwarzburgo-Arnstadt y de las Iglesias de Arnstadt desde 1671, luego nombrado músico de la misma en 1682, donde murió.
Se le atribuye el aria fúnebre Nun ist alles überwunden.
Sus hijos fueron:
- Johann Ernst Bach (1683-1739).
- Johann Christoph Bach (1689-1740).